# Партия алжирского народа

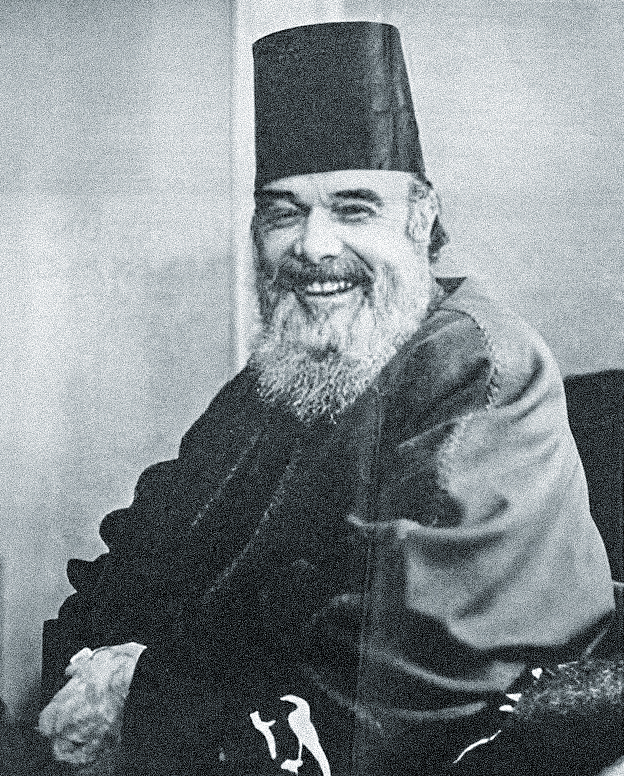
Мессали Хадж

Партия алжирского народа (фр. Parti du Peuple Algerien) — политическая партия в Алжире.

## История
Партия создана в марте 1937 года Мессали Хаджем, который стал ее председателем, на базе Североафриканской звезды. Сохраняла основное ядро ее членов и программу. Партия пользовалась влиянием среди городской мелкой буржуазии, рабочих и служащих, а также крестьян. Националистические панмагрибские лозунги ПАН в ряде случаев использовались кругами, близкими к государствам «Оси» и профашистской Партией французского народа Дорио.
В 1939 году партия была запрещена и она продолжила свою деятельность в подполье. После высадки в Алжире англо-американского десанта в ноябре 1942 ПАН еще больше активизировалась. Ее лидеры принимали участие в составлении Манифеста алжирского народа в феврале 1943 и в формировании ассоциации «Друзья манифеста и свободы» в марте 1944 года.
После поражения майского восстания 1945 года многих лидеров и рядовых членов партии арестовали. В 1946 году часть деятелей ПАН образовала партию «Движение за торжество демократических свобод» (РТДС), что, по сути, стала легальным прикрытием партии. В рядах нелегальной ПАН велась борьба между «революционерами», которые настаивали на подготовке нового восстания, и «легалистами», которые требовали перехода к мирным методам борьбы.
В апреле 1947 года на съезде партии было создано боевую Специальную организацию (фр. Organisation Speciale), которая составила в дальнейшем, наряду с другими организациями, основу Фронта национального освобождения.
В 1951 году руководство РТДС распустило Организасьон спесияль и нелегальный аппарат ПАН как «компрометирующие» ее легальную деятельность. Ветераны ПАН, не признав этого решения, фактически образовали особую фракцию в рядах партии. С началом национально-демократической революции в Алжире большинство членов ПАН (кроме сторонников А. Мессали Хаджа) примкнули к ФНС.